# Carios papuensis
Carios papuensis är en fästingart som beskrevs av Klompen, Keirans och Christopher J. Durden 1995. Carios papuensis ingår i släktet Carios och familjen mjuka fästingar. Inga underarter finns listade.